# 카밀로 시엔푸에고스
카밀로 시엔푸에고스(Camilo Cienfuegos, 1932년 2월 6일 ~ 1959년 10월 28일)는 쿠바의 혁명가, 사회주의적 아나키스트, 군인, 정치인이다.

## 생애
에스파냐계 공화좌파 가정에서 자라났고, 1953년 7월 피델 카스트로의 몬카타 병영 습격에 참가하였다. 이후 피델 카스트로, 체 게바라와 함께 쿠바 혁명에 참가하였고, 1958년 12월 30일 야과하이 전투에서 정부군을 격파하여 야과하이의 영웅이란 별명을 얻었다. 1959년 1월 3일, 쿠바 혁명무력을 이끌고 아바나에 입성하였다. 혁명 후 군 장성으로 복무하며 농업개혁에도 영향을 미쳤으나, 혁명 승리 아홉달 뒤인 1959년 10월 28일 카마궤이에서 아바나로 향하는 비행기에 탑승했다가 플로리다 해협 상공에서 실종되었다.
카밀로 시엔푸에고스는 피델 카스트로, 체 게바라와 함께 쿠바 혁명의 영웅으로 불리며 존경받고 있으며 2009년 그의 사망 50주기를 기념하여 혁명광장에 카밀로 시엔푸에고스의 얼굴이 새겨졌다. 현재 쿠바의 20페소 지폐 도안은 그의 얼굴이며, 청년 공산주의자 연맹의 로고에도 그의 얼굴이 새겨져 있다.

## 일화
카밀로 시엔푸에고스와 절친했던 체 게바라는 카밀로 시엔푸에고스 사후 태어난 자신의 아들 이름을 카밀로 시엔푸에고스를 추모하는 의미에서 '카밀로'(camilo)라고 지었다.

## 문화에 나타난 카밀로 시엔푸에고스

### 영화
- 2008년 - 체 게바라 : 아르헨티나인 (산티아고 카브레라)